# Rum Rebellion

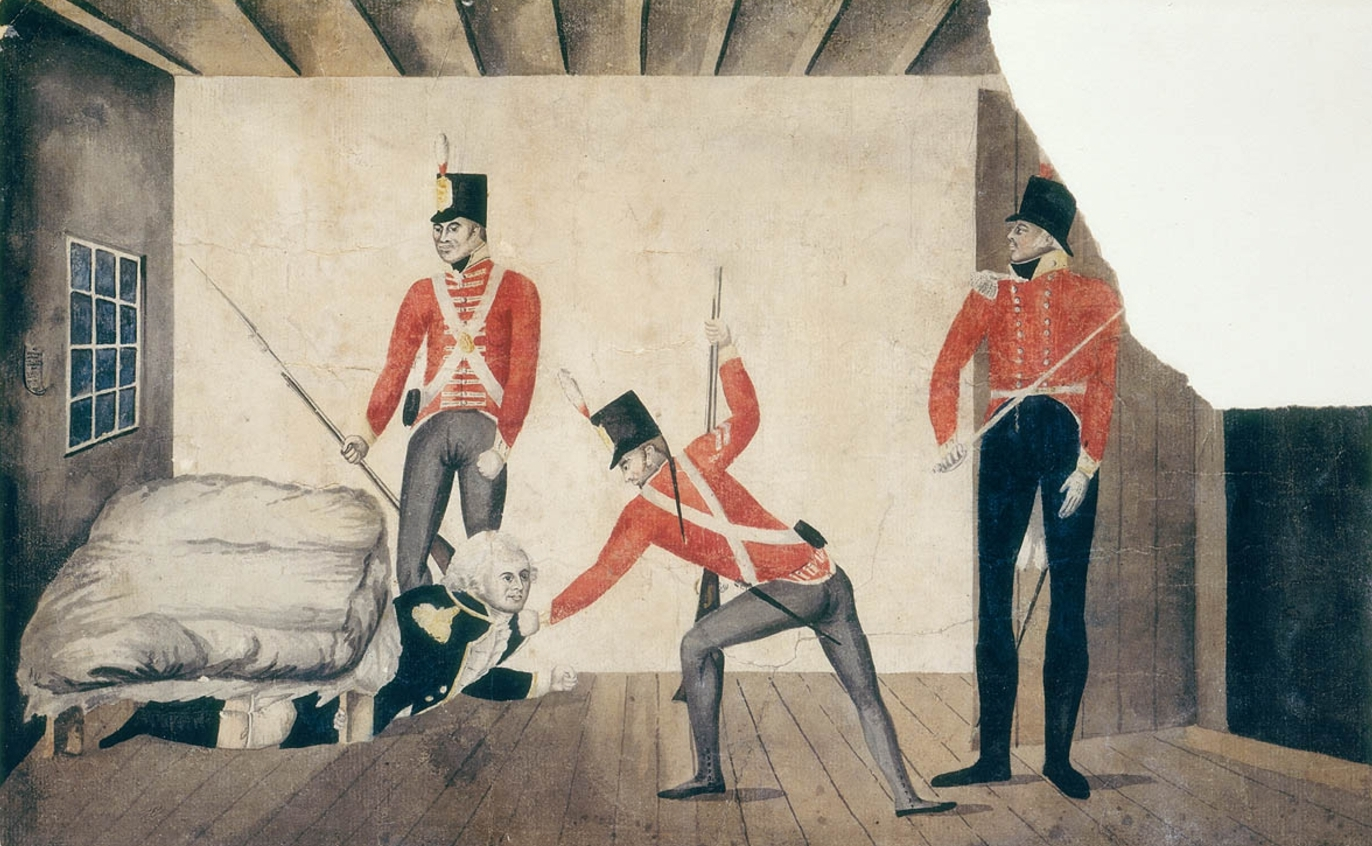
Eine historische propagandistische Karikatur von der Gefangennahme William Blighs, die ihn als Feigling zeigt.

Die Rum Rebellion (deutsch: Rum-Rebellion) von 1808, auch Rum Puncheon Rebellion (deutsch: Rumfass-Rebellion) genannt, war ein unblutiger Putsch und in der Geschichte Australiens der erste Aufstand gegen eine dortige Regierung. Er ereignete sich am 26. Januar 1808, dem 20. Jahrestag der europäischen Besiedlung Australiens, in New South Wales, der zu diesem Zeitpunkt einzigen britischen Kolonie auf diesem Kontinent. Dabei wurde der Gouverneur William Bligh auf Betreiben des New South Wales Corps, dem in Australien stationierten Vertreter der königlich britischen Marineinfanterie, abgesetzt. Das Corps übernahm kommissarisch für zwei Jahre die Angelegenheiten der Kolonie. 1810 endete die Militärverwaltung durch die Einsetzung des britischen Generalmajors Lachlan Macquarie zum neuen Gouverneur von New South Wales.
Die Ereignisse wurden im 19. Jahrhundert auch als The Great Rebellion (deutsch: Die Große Rebellion) bezeichnet. Der Begriff Rum Rebellion wurde tatsächlich erst 47 Jahre nach den Ereignissen vom englischen Quäker William Howitt geprägt und wird heute durch Historiker infrage gestellt, da der Handel mit Rum nicht als hauptsächlicher Auslöser der Rebellion gilt.

## Vorgeschichte

### Aufstieg des New South Wales Corps
Der erste Gouverneur von New South Wales, Arthur Phillip, hatte Ende 1792 aus gesundheitlichen Gründen die Amtsgeschäfte dem Vizegouverneur und Kommandanten des New South Wales Corps, Francis Grose, abtreten müssen. Dieser führte Militärgesetze und ‑gerichtsbarkeit ein, stärkte die Befugnisse des Corps und schaffte gleichzeitig die zivile Selbstverwaltung der Kolonie ab. Während der darauffolgenden dreijährigen Militärherrschaft etablierte sich ein reger Handel mit Spirituosen, aus dem sich für die beteiligten Offiziere ein enormer Gewinn ergab. Die Übernahme der zivilen Gerichtsbarkeit und der Verwaltung des Landes inklusive der öffentlichen Geschäfte und des Sträflingsbetriebes ermöglichten zudem großzügige Landzuteilungen an die Offiziere, die dadurch nicht zuletzt auch dank einer auf verschärfter Ausbeutung von Sträflingen basierenden Landwirtschaft zu den wohlhabendsten und einflussreichsten Geschäftsleuten der Kolonie aufstiegen. Alle anschließenden Versuche der nachfolgenden Gouverneure, die Befugnisse der Zivilverwaltung wiederherzustellen, scheiterten am Widerstand der Geschäftsleute und nicht zuletzt der Corps-Offiziere, die ihre kommerziellen Interessen rücksichtslos verteidigten.

### William Bligh als neuer Gouverneur von New South Wales

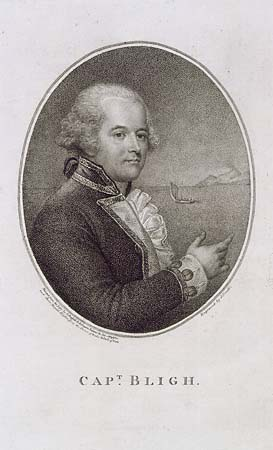
William Bligh

William Bligh, allgemein bekannt für seine Absetzung als Kapitän bei der Meuterei auf der Bounty, war Marineoffizier und nunmehr der vierte Gouverneur von New South Wales. Er übernahm das Amt von Philip Gidley King im Jahre 1805, nachdem die britische Regierung einer Empfehlung von Sir Joseph Banks gefolgt war. Banks war der allgemeine Berater der Regierung in allen australischen Angelegenheiten und stand mit allen bisherigen Gouverneuren der Kolonie in ständigem Briefwechsel. Er wurde stets um Hilfe bei der Entwicklung der Landwirtschaft und des Handels der Kolonie gebeten und galt als entschiedener Gegner des dortigen Großgrundbesitzers und Schafwoll-Produzenten John Macarthur, einem ehemaligen Offizier des Corps, der zu den einflussreichsten Geschäftsleuten der Kolonie zählte. Bligh, dem ein Ruf als harter Mann vorauseilte, wurden gute Chancen attestiert, die Geschäftsleute der Kolonie auf Linie zu bringen und das rebellische New South Wales Corps zu befrieden, wozu seine Vorgänger nicht in der Lage gewesen waren.

### William Blighs Amtsantritt
Bligh verließ England Richtung Sydney mit seiner Tochter, Mary Putland, und ihrem Ehemann, der Ende Januar 1808 plötzlich im Vorfeld der Rum Rebellion verstarb. Blighs Ehefrau war in England geblieben. Noch vor seiner Ankunft führte sein Führungsstil zu Problemen im Flottenverband, mit dem Bligh nach New South Wales reisen sollte. Die Admiralität ernannte Bligh zum ersten Kapitän des Führungsschiffes HMS Porpoise, wobei in dessen Abwesenheit der niederrangige Kapitän Joseph Short das Kommando über den gesamten Konvoi übernehmen sollte. Blighs Entscheidung, an Bord des Transportschiffes Lady Madeleine Sinclair zu reisen, wurde von Short als Blighs Abwesenheit interpretiert. Short handelte entsprechend, was in einem Kompetenzgerangel resultierte in dessen Höhepunkt Short über den Schiffsbug von Bligh feuern ließ, um diesen zum Beachten seiner Signale zu zwingen.
Als sie Sydney erreichten, enthob Bligh Joseph Short von seinem Kapitänsamt, unterstützt durch die Aussagen von zwei Offizieren an Bord der Porpoise. Bligh übertrug das Kommando an seinen Schwiegersohn Putland und entzog Short auch die Rechte auf 2,4 Quadratkilometer Land als Bezahlung für die Reise. Short wurde nach der Ankunft in Sydney nach England zurückgeschickt und vor das Kriegsgericht gestellt, das ihn allerdings von dieser Anklage freisprach. Der Präsident des Gerichts, Sir Isaac Coffin, schrieb an die Admiralität und machte belegbare Aussagen gegen Bligh, die beinhalteten, dass er Offiziere beeinflusst habe, falsche Testate gegen Short auszustellen. Blighs Ehefrau erwirkte eine Erklärung von einem der Offiziere, der diese Aussagen zurückwies. Sir Joseph Banks und andere Unterstützer von Bligh arbeiteten erfolgreich gegen die drohende Absetzung von Bligh als Gouverneur.
Schon kurz nach seiner Ankunft in Sydney im August 1806 gab Bligh Grußadressen weiter an Major George Johnston als Vertreter des Militärs, an Richard Atkins als Vertreter der Zivilverwaltung und an John Macarthur als Vertreter der freien Siedler. Kurz danach erhielt er Grußadressen von den freien Siedlern aus Sydney und der Hawkesbury-River-Region mit insgesamt 369 Unterschriften – manche nur als Kreuz – mit der Erklärung, dass Macarthur sie nicht vertrete, dass sie ihn für seine Schafhaltung tadelten, wie auch für die Preisentwicklung von Hammelfleisch.

### Versuche der Handelsregulierung
Eine von Blighs ersten Maßnahmen bestand darin, die Vorräte und Herden der Kolonie zu nutzen, um Farmern zu helfen, die schwer von Überschwemmungen am Hawkesbury River betroffen waren, eine Situation, die die Tauschwirtschaft in der Kolonie gestört hatte. Außerdem wurden Regelungen für Kreditvergaben entwickelt, die die Zahlungskraft ihrer Geschäfte berücksichtigte. Dies trug Bligh die Dankbarkeit der Farmer ein, aber auch die Feindschaft der Händler des Corps, die sich an der Notlage der Farmer gerne bereichert hätten.
Bligh, der den Weisungen des Kolonialamtes unterlag, versuchte die Handelskonditionen in der Kolonie zu normalisieren, indem er den Tauschhandel durch den Gebrauch der Spirituosen als Zahlungsmittel untersagen wollte. Im Jahre 1807 schlug Bligh dem Kolonialamt vor, diese Praxis trotz des zu erwartenden Widerstandes zu unterbinden. Robert Stewart, Viscount Castlereagh, vom Kolonialamt antwortete Bligh am 31. Dezember 1807 mit Instruktionen, wie dieses Vorhaben umgesetzt werden soll.
Der australische Politiker und Autor Herbert Vere Evatt schloss 1943 in seiner Abhandlung über die Rebellion daraus, dass Bligh ermächtigt war, den Alkoholimport zu beschränken, den Handel zu schützen und vollständig unter seine Kontrolle zu bringen, und alle Strafen gegen illegalen Import auszuschöpfen und den Handel mit Alkoholika nach eigenem Ermessen zu regeln. ("… Bligh was authorised to prevent free importation, to preserve the trade under his entire control, to enforce all penalties against illegal import, and to establish regulations at his discretion for the sale of spirits") Evatt zufolge begrenzten diese Maßnahmen in der Kolonie den Handel der Monopolisten, wodurch sie den ärmeren Siedlern zugutekamen. Auch beendete Bligh die bisherige Praxis, den vermögenden und einflussreichen Kolonisten große Ländereien zuzusagen. Während seines Aufenthaltes vergab er lediglich etwa 1600 Hektar Land, die Hälfte davon für sich selbst und seine Tochter.

### Zunehmende Konflikte mit einflussreichen Kolonialisten
In seinen ersten zwei Jahren als Gouverneur sorgte Bligh mehrfach für Kontroversen. So ließ er zu, dass der Prozess um eine Gruppe irischer Sträflinge wegen Revolte von einem Gericht geführt wurde, dem auch ihre Ankläger angehörten. Als sechs der acht Angeklagten freigesprochen wurden, ordnete Bligh an, sie trotzdem in Haft zu behalten. Ohne nähere Begründung enthob Bligh den Assistenzarzt der Kolonie D’Arcy Wentworth seines Amtes. Dazu verurteilte er drei Händler zu einem Monat Gefängnis und einer Geldstrafe, weil sie einen Brief verfasst hatten, den er als beleidigend empfand. Bligh entließ auch Thomas Jamison, den Sanitätsinspekteur von New South Wales, den er als ungeeignet für leitende Verwaltungsaufgaben bezeichnete. Jamison hatte sich neben seinen Amtspflichten ein beträchtliches Vermögen durch den Überseehandel angehäuft und war zudem ein Freund und Geschäftspartner des einflussreichen Macarthur, dem Bligh ablehnend gegenüber stand.
Im Oktober 1807 schrieb Major Johnston einen formellen Beschwerdebrief an den Oberbefehlshaber der britischen Armee, in dem er erklärte, Bligh sei beleidigend und würde die Arbeit des New South Wales Corps behindern. Bligh hatte sich mittlerweile die meisten der einflussreichen Persönlichkeiten der Kolonie zum Feind gemacht. Darüber hinaus schuf er sich unter weniger wohlhabenden Leuten, die in Sydney Land von der Regierung gepachtet hatten, weitere Gegner, als er im Rahmen seines Stadtplanungsprojektes den Abriss ihrer Häuser anordnete.

## Die Rebellion

### Machtkampf zwischen Bligh und John Macarthur
John Macarthur hatte Australien im Jahre 1790 als Leutnant mit dem New South Wales Corps erreicht und bis 1805 landwirtschaftliche und kommerzielle Interessen in der Kolonie verfolgt. Er war als ein erfolgreicher Pionier der australischen Schafszucht anerkannt und hatte bereits mit den Vorgängern Blighs Auseinandersetzungen und drei Duelle ausgefochten. Duffy sieht darin in seiner Biografie über Macarthur einen deutlichen Hinweis auf dessen Charakter und dem überzogenen Streben nach Anerkennung.
Bligh und Macarthur gerieten mehrfach in Konflikt miteinander. Bereits bei seinem Amtsantritt hatte Bligh Macarthur brüskiert, indem er dessen Einladung zur Inspektion seiner Schafwoll-Industrie mit Geringschätzigkeit begegnete und zudem ankündigte, ihm die „10.000 Acres des besten Landes in der Kolonie“ wieder abnehmen zu wollen. In diesem Zuge widerrief Bligh die von seinem Amtsvorgänger gemachte Zusage, weiteres Land an Macarthur abzutreten, da dies den Interessen seiner Stadtplanung zuwiderlief. Weiterhin wurde die unter Macarthur organisierte Verteilung billiger und großer Mengen von Rum an das Corps gestoppt und der ungesetzliche Import von Destillerien für illegal erklärt.
Im Juni 1807 flüchtete ein Sträfling und verließ Sydney auf einem vom Macarthurs Schiffen. Als das Schiff im Dezember 1807 nach Sydney zurückkehrte, galt die Bürgschaft, die sicherstellen sollte, dass Kapitäne und Eigentümer von Schiffen Gefangenen nicht bei der Flucht aus der Kolonie helfen, als verwirkt. Macarthur weigerte sich, sowohl die ausstehenden 900 Pfund zu zahlen als auch einer Vorladung vor Gericht Folge zu leisten. Diese war im Auftrag von Bligh vom Militäranwalt Richard Atkins ausgestellt worden, der bereits in einem früheren Verfahren zu Ungunsten von Macarthur entschieden hatte und sich seitdem ebenfalls im Konflikt mit diesem befand. Macarthur wurde daraufhin verhaftet und bis zur Verhandlung gegen Kaution auf freien Fuß gesetzt, als er sein Erscheinen auf der nächsten Sitzung vor dem Strafgericht in Sydney am 25. Januar 1808 zusicherte. Das Gericht bestand aus Atkins als Militäranwalt und sechs Offizieren des Corps. Macarthur protestierte gegen Atkins’ Teilnahme wegen dessen berüchtigten Charakter aufgrund seiner Alkoholsucht sowie einer angeblichen Voreingenommenheit aufgrund der langen und anhaltenden Feindseligkeiten zwischen beiden Männern. Atkins lehnte den Protest ab, musste sich aber den anderen sechs Mitgliedern des Gerichts beugen, die Macarthur unterstützten. Ohne Militäranwalt konnte das Gerichtsverfahren nicht fortgeführt werden und das Gericht wurde aufgelöst.
Bis zur Wiederaufnahme des Verfahrens sollte Macarthur auf Befehl von Atkins im Gefängnis bleiben. Jedoch ordneten die bei ihm sitzenden Offiziere eine Freilassung gegen Kaution an und ließen Macarthur zu dessen Schutz unter militärische Bewachung stellen. Atkins interpretierte dies als Befreiungsversuch und meldete die ganze Angelegenheit dem Gouverneur. Bligh beschuldigte darauf die sechs Offiziere der Meuterei und bestellte am Folgetag, dem 25. Januar, mit Major George Johnston den amtierenden Kommandeur des Corps ein, um mit ihm über diese Angelegenheit zu verhandeln. Johnston antwortete, dass er verhindert sei, weil sein Pferdefuhrwerk nach einem Essen mit Corps-Offizieren am Vorabend auf dem Nachhauseweg irreparabel beschädigt worden wäre.

### Amtsenthebung von Gouverneur Bligh

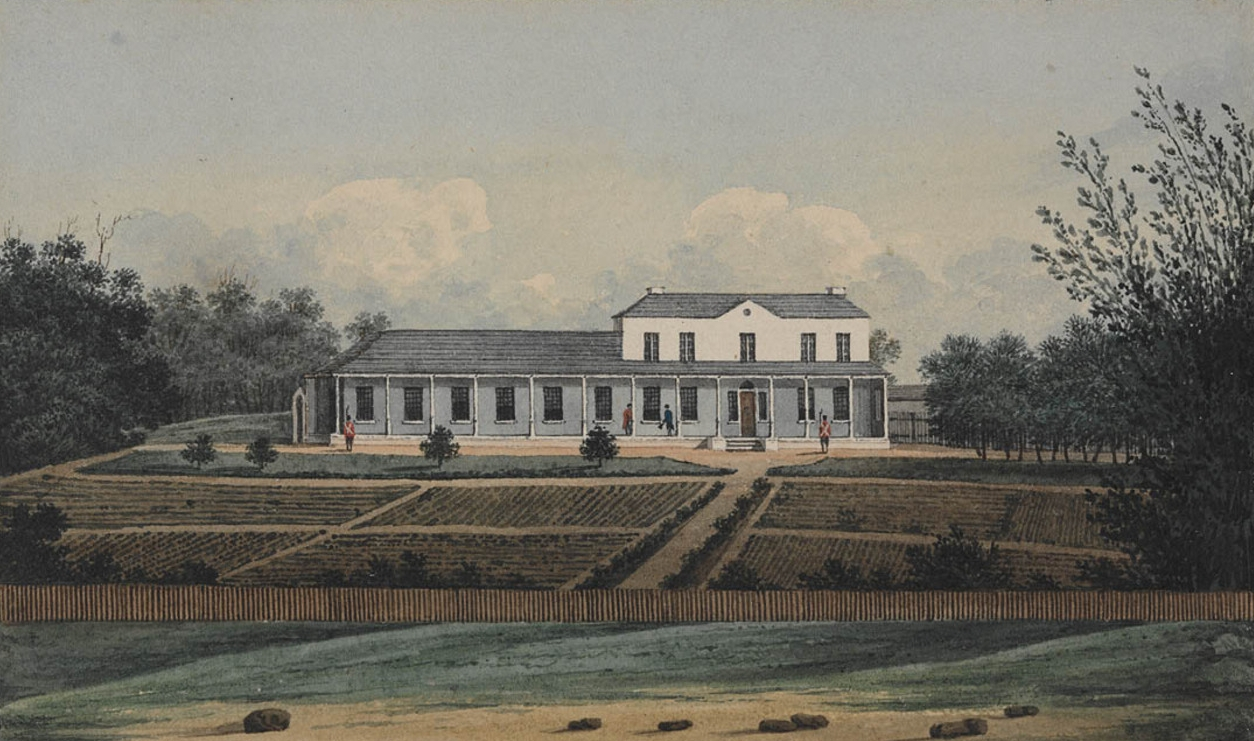
Aquarell des Government House, ca. 1809

Am Morgen des 26. Januar 1808 ordnete Bligh erneut die Verhaftung von Macarthur sowie die Rückgabe der Gerichtsunterlagen an, die sich nun in den Händen des Corps befanden. Das Corps reagierte darauf mit der Aufforderung zur Ernennung eines neuen Militäranwalts. Bligh bestellte die Offiziere in seinen Amtssitz in Parramatta ein, um die Angelegenheit um Atkins rechtlich zu klären und informierte Major Johnston, dass er die Handlung der Offiziere des Corps als Hochverrat erachtete. Johnston ging daraufhin in die Kaserne und fand dort Macarthur im Kreise einiger Freunde und fast aller Offiziere des Corps vor. Diese drängten Johnston, Bligh abzusetzen und das Gouverneursamt der Kolonie zu übernehmen, da sie ihre eigenen und die Freiheiten der Kolonie in Gefahr sahen. Zur Unterstützung dieses Vorhabens wurde eine Petition der einflussreichsten Bürger der Kolonie aufgesetzt. (Nach Ansicht von Evatt wurden die meisten Unterschriften wahrscheinlich erst hinzugefügt, nachdem Bligh sicher unter Hausarrest gestellt worden war.) Johnston konsultierte seine Offiziere und gab schließlich den Befehl aus, dass Bligh „von den ehrenwerten Einwohnern wegen Verbrechen angeklagt wurde, die ihn unfähig machen würden, die oberste Autorität in dieser Kolonie auch nur einen Augenblick länger auszuüben.“ Und dass sich dieser Anklage „alle Offiziere unter seinem Kommando“ angeschlossen hätten. („charged by the respectable inhabitants of crimes that render you unfit to exercise the supreme authority another moment in this colony; and in that charge all officers under my command have joined.“) Johnston ging zu Bligh und appellierte an ihn, zurückzutreten und sich in Arrest zu begeben.
Um sechs Uhr nachmittags marschierte das Corps mit aufgepflanzten Bajonetten und Musik zum Government House, um Bligh festzusetzen. Die dort diensthabende Wache schloss sich auf Kommando den Reihen ihrer Kameraden an, und die Residenz des Vizekönigs wurde umzingelt. Mehrere Soldaten wurden abkommandiert, die den Befehl hatten, Bligh zu suchen und zu verhaften. Den einzigen Widerstand leistete dabei angeblich Blighs Tochter mit ihrem Sonnenschirm. Captain Thomas Laycock fand schließlich Bligh in voller Uniform hinter dessen Bett, wo er sich hinter Papier versteckte. Die Papiere des Gouverneurs, seine Vollmacht und das Siegel der Kolonie wurden in Verwahrung genommen, die Nationalbibliothek der Kolonie wurde beschlagnahmt und Soldaten um das Haus herum postiert, um eine Flucht des Gefangenen zu verhindern.
Bligh wurde als Feigling dargestellt, aber Duffy stellt richtig, dass sich Bligh versteckte, weil er der Festnahme entkommen wollte. In seinem Buch Captain Bligh’s andere Meuterei stimmt Stephen Dando-Collins darin überein und geht so weit, dass Bligh beabsichtigte, zum Hawkesbury River zu fliehen, um die dortigen ihm wohlgesonnenen Siedler gegen Johnston zu Felde zu führen.
Während des Jahres 1808 wurden Bligh und seine Tochter auf seinem Gouverneurssitz unter Hausarrest gestellt. Bligh weigerte sich, nach England zurückzugehen, ohne zuvor rechtmäßig von seinem Amt entbunden worden zu sein.

### Entmachtung der Bligh-Getreuen
Am Tag nach Entmachtung des Gouverneurs wurde eine Proklamation mit der Schilderung der Ereignisse erlassen und die mit einer allgemeinen Anordnung endete, mit der Atkins und andere Richter ihres Amtes enthoben und durch neue Personen ersetzt wurden. Zudem wurde von den zivilen und militärischen Offizieren verlangt, am folgenden Sonntag dem Gottesdienst beizuwohnen. Zu diesem Anlass ging auch eine Einladung an alle wohlgesinnten Einwohner der Kolonie raus, um sich „dem Dank an den Allmächtigen Gott für sein gnädiges Eingreifen zu ihren Gunsten“ anzuschließen. Als Reaktion darauf gab es in Sydney und in Hawkesbury Freudenfeuer, bei denen die Puppen von Bligh und seinen wichtigsten Unterstützern öffentlich verbrannt wurden.

## Nach der Rebellion

### Die Kolonie unter militärischer Verwaltung
Johnston übernahm zum 25. April 1808 im Range eines Oberstleutnant die Kontrolle über die Kolonie und ernannte mit Charles Grimes den Generalinspektor zum neuen Militäranwalt. Das Militärgericht nahm das Verfahren gegen Macarthur wieder auf und erklärte ihn einstimmig für unschuldig, worauf dieser das Amt des Kolonialministers übernahm und fortan die Geschäfte der Kolonie leitete. Mit Thomas Jamison wurde ein weiterer prominenter Gegner von Bligh zum Marineoffizier der Kolonie (vergleichbar mit einem Zoll- und Steuereinnehmer) ernannt. Jamison, der Bligh seine Entlassung als Sanitätsinspekteur von New South Wales nie vergessen hatte, wurde wieder in die Verwaltung versetzt, was ihm und den Offizieren des Corps ermöglichte, Blighs persönliche Unterlagen auf Beweise für dessen Fehlverhalten zu durchsuchen.
Im Juni 1809 segelte Jamison nach London, um geschäftlichen Interessen nachzugehen und um Gegenbeweise für die Strafverfolgung zu sammeln, die von Bligh gegen die Revoltierenden in die Wege geleitet werden dürfte. Jedoch starb Jamison zu Beginn des Jahres 1811 in London und hatte so keine Gelegenheit mehr, beim anstehenden Kriegsgerichtsverfahren auszusagen, das im Juni des Jahres 1811 beginnen sollte.

### Beibehaltung des Status quo
Nach Blighs Sturz hatte Johnston seinen Vorgesetzten, Oberst William Paterson, der sich in Van-Diemens-Land (heute Tasmanien) aufhielt und dort eine Siedlung in Port Dalrymple (heute Launceston) gründete, über die Ereignisse informiert. Paterson zögerte, sich einzumischen, bis klare Befehle aus England eintrafen. Als er im März erfuhr, dass Oberstleutnant Joseph Foveaux mit dem Befehl nach Sydney zurückkehrte, stellvertretender Vizegouverneur von New South Wales zu werden, überließ Paterson Foveaux dort die Hoheitsgewalt.
Foveaux traf im Sommer 1808 ein und übernahm am 28. Juli sehr zum Ärger von Macarthur die Kolonie als Vizegouverneur. Da eine Entscheidung aus England erwartet wurde und Foveaux Blighs Verhalten für unerträglich hielt, stellte er Bligh bis dahin unter Hausarrest. Seine vorrangige Aufmerksamkeit galt der Verbesserung von Straßen, Brücken und öffentlichen Gebäuden in der Kolonie, die sträflich vernachlässigt worden waren. Als immer noch keine Nachricht aus England eintraf, beorderte Foveaux schließlich Paterson im Januar 1809 nach Sydney, um die Angelegenheit zu klären.
Als Paterson, mit dem sich Macarthur Jahre zuvor bereits duelliert hatte, Anfang 1809 das Kommando übernahm, schickte dieser Johnston und Macarthur zum Kriegsgerichtsprozess nach England. Bligh wurde in die Kaserne eingesperrt, bis dieser einen Vertrag unterzeichnete, in dem er sich bereit erklärte, nach England zurückzukehren. Da sich seine Gesundheit verschlechterte, zog sich Paterson schon bald auf das Gouverneursanwesen in Parramatta zurück und überließ Foveaux wieder die Leitung der Kolonie.
Im Januar 1809 erhielt Bligh die Kontrolle über die HMS Porpoise unter der Bedingung, damit nach England zurückzukehren. Jedoch segelte Bligh nach Hobart in Van-Diemens-Land und ersuchte die Unterstützung des dortigen Vizegouverneurs David Collins, um die Kontrolle über die Kolonie New South Wales zurückzugewinnen. Collins weigerte sich und Bligh musste an Bord der Porpoise verweilen, die bis Januar 1810 an der Mündung des Derwent südlich von Hobart vor Anker lag.

### Ablösung des New South Wales Corps und Ankunft des neuen Gouverneurs
In London entschied das Kolonialamt derweil, dass es unhaltbar sei, weiterhin Marinegouverneure zur Leitung der Kolonie New South Wales zu entsenden. Infolgedessen wurde das New South Wales Corps, nun als 102. Infanterieregiment bekannt, nach England zurückgerufen und durch das 73. Infanterieregiment ersetzt, dessen kommandierender Offizier das Amt des Gouverneurs übernehmen sollte. Generalmajor Lachlan Macquarie wurde mit der Leitung dieser Mission betraut, nachdem der ursprünglich dafür vorgesehene Generalmajor Miles Nightingall noch vor seiner Abreise aus England erkrankt war. William Bligh wurde als Gouverneur für 24 Stunden wieder in Dienst gestellt und nach England zurückbefohlen. Johnston und Macarthur wurden ebenso nach England vor das Militärgericht befohlen. Am 1. Januar 1810 wurde Macquarie in einer feierlichen Zeremonie in das Amt des Gouverneurs eingeführt.

## Nachwirkung
Gouverneur Macquarie setzte alle Offiziellen wieder ein, die durch Johnston und Macarthur entlassen worden waren und annullierte Land- und Eigentumswechsel, die seit der Amtsenthebung von Bligh vorgenommen worden waren. Um die Lage zu beruhigen, gewährte er Zuschüsse, die er für angemessen hielt, und bannte damit die Gefahr möglicher Vergeltungsmaßnahmen.
Als Bligh in Hobart die Nachricht von Macquaries Ankunft erreichte, segelte er nach Sydney, das er am 17. Januar 1810 erreichte, um Beweise für die Anklage vor einem Kriegsgericht gegen Major George Johnston zu sammeln. Am 12. Mai brach er zum Prozess nach England auf und kam dort am 25. Oktober 1810 an Bord der Hindostan an.
Nachdem sie sich die Argumente beider Seiten informell angehört hatten, waren die Regierungsbehörden in England weder von den Anschuldigungen Macarthurs und Johnstons gegen Bligh beeindruckt, noch von Blighs übellaunigen Briefen, in denen er Schlüsselfiguren der Kolonie inakzeptables Verhalten vorwarf. Johnston wurde kriegsrechtlich verurteilt, für schuldig befunden und aus der Armee entlassen; die niedrigste Strafe, die möglich war. Er durfte als freier Bürger zu seinem Besitz in Annandale in Sydney zurückzukehren. Macarthur nutzte seine persönliche Freundschaft mit hochrangigen Aristokraten, um sich vor Strafverfolgung zu schützen. Da er kein Mitglied des Militärs mehr war, durfte er nicht vor einem Kriegsgericht angeklagt werden und wurde folgerichtig freigesprochen. Allerdings blieb er noch bis 1817 in England, da ihm in New South Wales aufgrund seiner Uneinsichtigkeit weiterhin strafrechtliche Verfolgung vom neuen Gouverneur Macquarie drohte.
Die Ernennung von Bligh zum Admiral wurde bis zum Abschluss des Kriegsgerichtsverfahrens gegen Johnston zurückgehalten. Danach bekam Bligh seine Beförderung rückwirkend zum 31. Juli 1810 zuerkannt und verfolgte bis zu seinem Ausscheiden aus dem aktiven Dienst eine Karriere als Marineoffizier in der Admiralität ohne Kommandopflichten.
Macquarie war von Joseph Foveauxs Regierungsarbeiten beeindruckt und schlug diesen als Vizegouverneur von Van-Diemens-Land vor. Jedoch kehrte Foveaux im Jahre 1810 nach England zurück, wo er vor dem Kriegsgericht über die Verhaftung und Arrestierung Blighs aussagen musste; deshalb fand der Wunsch von Macquarie keine Berücksichtigung. Foveaux kehrte 1811 in den aktiven Dienst zurück, erhielt ein Kommando über ein leichtes Regiment und verfolgte danach eine wenig ereignisreiche Militärkarriere, die ihn bis in den Rang eines Generalleutnants beförderte.

## Bewertung der Rum Rebellion
Michael Duffy, ein Journalist, schrieb 2006 in einem Zeitungsartikel:

“The Rum Rebellion has slipped into historical oblivion because it is widely misunderstood. It is popular belief that the autocratic Bligh was removed because he threatened the huge profits that were being made from trading in spirits by the officers of the NSW Corps and by businessmen such as John Macarthur. This view suggests it was nothing more than a squabble between equally unsavoury parties. The conflict had greater depth than that of a mere squabble, however.[…] It is true many had made good profits from rum trading in the 1790s, partly because they were the only ones who could afford to buy wholesale from visiting ships. But by 1800 their monopoly had been broken by the rise of ex-convict entrepreneurs such as Simeon Lord and immigrant businessmen like Robert Campbell. Essentially it was the culmination of a long-running tussle for power between the government and private entrepreneurs, a fight over the future and the nature of the colony. The early governors wanted to keep NSW as a large-scale open prison, with a primitive economy based on yeomen ex-convicts and run by government fiat. In contrast, a growing number of entrepreneurs wanted to build a vigorous economy, and sought political influence for themselves (as they would have had back in Britain).”

„Die Rum Rebellion geriet historisch in Vergessenheit, da sie gänzlich falsch verstanden wurde. Allgemein wird nämlich angenommen, der autoritäre Bligh sei abgesetzt worden, da sein Eingreifen die gewaltigen Gewinne gefährdete, welche die Offiziere des New South Wales Corps und Geschäftsleute wie John Macarthur im Spirituosenhandel machten. Demnach seien sich lediglich zwei gleichermaßen unerfreuliche Interessengruppen in die Quere gekommen. Der Streit ging jedoch tiefer als ein bloßes Gezänk.[…] Es stimmt, dass viele in den 1790er Jahren gute Gewinne mit dem Rumhandel gemacht hatten, teilweise weil sie die einzigen waren, die es sich leisten konnten, im Großhandel von ankommenden Schiffen zu kaufen. Aber um 1800 war ihr Monopol durch den Aufstieg ehemaliger Sträflingsunternehmer wie Simeon Lord und eingewanderter Geschäftsleute wie Robert Campbell gebrochen. Im Kern spitzte sich darin ein langjähriger Machtkampf zwischen der Regierung und Unternehmern zu, ein Kampf um die Zukunft und das Wesen der Kolonie: Die ersten Gouverneure wollten New South Wales im Status eines Großraumgefängnisses erhalten, dessen primitives Wirtschaftsleben durch freigelassene ehemalige Sträflinge betrieben und nach den Wünschen der Regierung gelenkt würde. Im Gegensatz dazu wollte eine wachsende Zahl von Unternehmern eine kräftige Wirtschaft aufbauen und suchte politischen Einfluss für sich selbst (wie sie ihn in Großbritannien gehabt hätten).“

Duffy ist der Auffassung, dass es bei diesem Aufstand um mehr als Rum ging:

“… almost no one at the time of the rebellion thought it was about rum. Bligh tried briefly to give it that spin, to smear his opponents, but there was no evidence for it and he moved on. Many years later, in 1855, an English Quaker named William Howitt published a popular history of Australia. Like many teetotallers, he was keen to blame alcohol for all the problems in the world. Howitt took Bligh's side and invented the phrase Rum Rebellion, and it has stuck ever since.”

„… kaum jemand dachte zur Zeit der Rebellion, dass es um Rum gehe. Bligh versuchte kurzzeitig, den Streit so darzustellen, um seine Gegner zu beschädigen, mangels Beweisen aber ließ er dies fallen. Viele Jahre später, 1855, veröffentlichte ein englischer Quaker namens William Howitt eine populäre Geschichte Australiens. Wie viele Abstinenzler war er bestrebt, im Alkohol die Ursache aller Übel der Welt auszumachen. Howitt schlug sich auf Blighs Seite und erfand den Begriff "Rum-Rebellion", der den Ereignissen seither anhaftet.“

Einige Historiker bezweifeln, dass Blighs Wirtschaftspolitik den Aufstand ausgelöst habe. Schließlich hätte die Abberufung Blighs nichts an der Linie des Kolonialamts geändert, die ein neuer Gouverneur einfach weiterverfolgt hätte. Vielmehr habe Bligh den niederen Adel in New South Wales gesellschaftlich zurückgesetzt und diesen dadurch gegen sich aufgebracht. Duffy stellt in seiner Geschichte des frühen Australiens Macarthurs Beschwerden als lächerlich dar und stimmt Herbert Vere Evatt darin zu, dass Macarthur in zwei der drei gegen ihn vorgebrachten Punkte juristisch schuldig sei, darunter den als Rädelsführer eines Aufstandes. Beide stellen fest, dass Bligh im Rahmen der ihm erteilten Vollmachten und damit rechtmäßig handelte. Personen festzunehmen und das Gericht zu bedrohen, dasselbe zu tun, wenn es Fehlurteile fällt, konnte als legale Problematik gegen Autorität verstanden werden. Duffy ist zudem der Überzeugung, dass sich die Rebellion nie ereignet hätte, wenn Major Johnston vom New South Wales Corps am 25. Januar aufgrund seines Unfalls mit dem Pferdefuhrwerk nicht verhindert gewesen wäre und stattdessen mit Gouverneur Bligh verhandelt hätte.
In einem Zeitungsartikel der ehemaligen australischen The Sunday Times aus dem Jahre 1897 wurde Macarthur als treibende Kraft und wirklicher Führer der Rum Rebellion dargestellt. Aufgrund seines anmaßenden Benehmens und der Tatsache, dass er sich als umtriebiger Geschäftsmann bereits einen nicht unbedeutenden Teil des Kolonialbesitzes einverleiben konnte, war dieser bereits den Amtsvorgängern von Gouverneur Bligh ein Dorn im Auge gewesen. Macarthurs Streben nach Unabhängigkeit gegenüber der von der britischen Krone eingesetzten Regierung zum Durchsetzen eigener Interessen hatte bereits ein Duell mit Major Paterson zur Folge gehabt. Dieser wurde beschuldigt, ein Arrangement der Offiziere des Corps gebrochen zu haben, nach dem diese den Gouverneurssitz nur dienstlich und nicht in anderweitigen Angelegenheiten aufzusuchen hatten.
Major George Johnston, der zum Hauptakteur der Rebellion avancierte und anschließend die vorläufige Kontrolle der Kolonie übernahm, wurde sein Handeln dagegen als aufrichtig ausgelegt. Möglicherweise durch seine militärischen Verbindungen zu Macarthur unbewusst voreingenommen, wurde er zu dessen Instrument, um den ungeliebten Gouverneur Bligh loszuwerden, agierte aber selbst in der Annahme, dass die Freiheit des Volkes in der Kolonie durch Blighs Verbleib im Amt gefährdet wäre.

## Rum Rebellion in der Literatur
Die Rum Rebellion findet auch in der Literatur ihren Niederschlag. In dem vierteiligen Kinderbuchroman Abby-Lynn-Saga von Rainer M. Schröder gehört der Held Melvin Chandler zu den ehrlichen Händlern und Kaufleuten, die versuchen, den Rumhandel zu legalisieren.